# Igelsjön
Igelsjön este o arie protejată (arie specială de conservare — SAC, sit de importanță comunitară — SCI) din Suedia întinsă pe o suprafață de 15 ha, integral pe uscat.

## Localizare
Centrul sitului Igelsjön este situat la coordonatele 60°34′17″N 17°16′38″E / 60.5713°N 17.2772°E.

## Înființare
Situl Igelsjön a fost declarat sit de importanță comunitară în ianuarie 1997 pentru a proteja 2 specii de plante și 2 specii de animale. Situl a fost protejat și ca arie specială de conservare în martie 2011.

## Biodiversitate
Situată în ecoregiunea boreală, aria protejată conține 8 habitate naturale: Păduri fino-scandinave bogate în ierburi cu Picea abies, Ape puternic oligomezotrofe cu vegetație bentonică cu Chara spp., Taiga vestică, Mlaștini calcaroase cu Cladium mariscus și specii de Caricion davallianae, Mlaștini turboase de tranziție și turbării mișcătoare, Mlaștini alcaline, Mlaștini împădurite, Păduri caducifoliate de mlaștină fino-scandinave.
La baza desemnării sitului se află mai multe specii protejate:
- plante (2): Hamatocaulis vernicosus, moșișoare (Liparis loeselii)
- nevertebrate (2): Dytiscus latissimus, Vertigo geyeri